# Neoklasycy

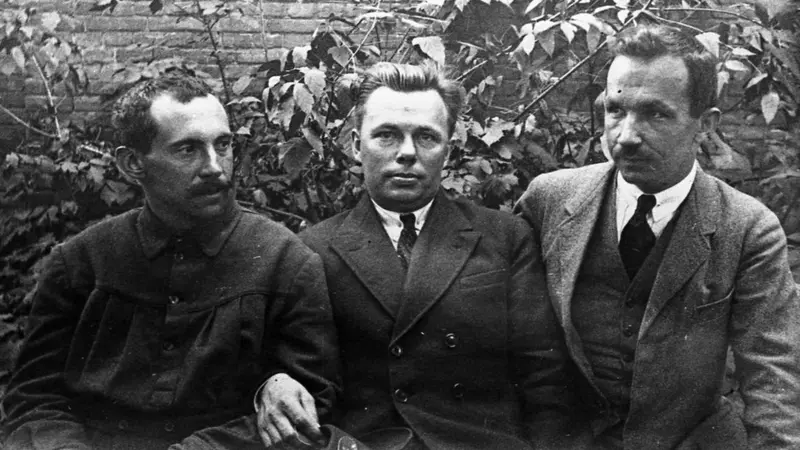
Maksym Rylski, Mykoła Zerow, Pawło Fyłypowycz, trzej neoklasycy, lata 20. XX wieku

Neoklasycy – grupa ukraińskich poetów i pisarzy - modernistów, działająca na początku XX wieku.
Założycielami grupy było pięć osób: Mykoła Zerow, Pawło Fyłypowycz, Mychajło Draj-Chmara, Oswald Burghardt (Jurij Kłen) i Maksym Rylski.
Członkowie grupy przedstawiali siebie jako estetów, i ostro przeciwstawiali się narodnictwu i romantyzmowi. Oprócz twórczości literackiej członkowie grupy zajmowali się krytyką literacką i teorią ukraińskiego modernizmu. Należą do generacji określanej jako rozstrzelane odrodzenie.